# リシュリュー (装甲艦)
リシュリュー (Richelieu) は、フランス海軍が建造した装甲艦である。同型艦はない。

## 概要
本艦は前級である「オセアン級」の改良型であるが、「フリードランド」が船体の材質をすべて鉄製としているのに対し、本艦は船体は木造である。また、本艦からフランス装甲艦の主機関は1軸推進から2軸推進へと変更された。これにより運動性能が良くなり艦首砲の照準が容易になり、衝角攻撃がやり易くなった。

## 艦形と武装
船体の基本形状は前艦と同じく艦首水面下に衝角をもつ船体に3本のマストと中央部に1本煙突を持つ当時の一般的な装甲艦の形態である。
前級で2箇所に減った船体中央部の円形のバーベットは本艦では片舷2基ずつ計4箇所に復帰されている。バーベット部の装甲はオセアン級と同じく160mm装甲が張られている。だが、そのバーベット内に収まるのは「1870年型 24cm(19口径)砲」であるが、搭載数はオセアン級の4基から本艦は5基に増加しており、増加分の単装砲1基は艦首側に開けられた砲門に内蔵されている。
主砲の「1870年型 27cm（18口径）砲」の門数は「フリードランド」と同じく左右3基ずつ計6基であるが、砲郭内床面には円弧状のレールで27cm砲の砲架を旋回・移動させる事により、少ない砲門から砲身を出した際に砲門を支点として砲尾部を動かすことにより広い射界が得られた。更に、「フリードランド」に比べ舷側に開けられた砲門の間隔が広くなっているために射界を広くとる事ができた。これにより前方向に24cm砲3門、後方に24cm砲2門、左右方向に最大24cm砲1門、27cm砲3門が指向できた。他には副砲として舷側に12cm単装砲を10基を配置したが竣工後副砲を「1870年型 14cm（21口径）砲」を単装砲架で6門に換装し、接舷乗り込み時の戦闘用の47mm回転式5連装機関砲が単装砲架で8基から随時増設され18基まで増備された。他に対艦攻撃用に35cm単装魚雷発射管が4基が搭載された。

## 機関
本艦に搭載された主機関は船体中央部の主要防御区画内部に配置した石炭専焼円缶8基に水平型2段膨張式レシプロ機関2基の構成は変わらないが、運動性能の向上を狙って本艦から2軸推進とした。最大出力はフリードランドよりもやや小さい4,200馬力に低下したが速力は大して変わらない13ノットを維持した。燃料の石炭は10トン増加の640トン搭載された状態で10ノット巡航で3,300海里を航行することが出来、航続性能は向上した。

## 歴代艦長
- バンジャマン・ジョレス：1883年〜1884年[要出典]
- ジュール・メルキオール（フランス語版）：1891年〜1892年[要出典]

## 参考図書
「世界の艦船増刊　フランス戦艦史」(海人社)